# 撃墜王 アフリカの星
『撃墜王 アフリカの星』（原題：Der Stern von Afrika）は、1957年に公開されたドイツの伝記/戦争映画。第二次世界大戦時、ドイツ空軍のエース・パイロットとなったハンス・ヨアヒム・マルセイユの戦歴を描いている。主演はヨアヒム・ハンセンとマリアンネ・コッホ、監督はアルフレート・ヴァイデンマン。本作品は1957年8月13日にベルリンで初上映されドイツでは興行収入面で多大な成功を収めたが、多くの映画評論での評判は芳しいものではなかった。

## あらすじ

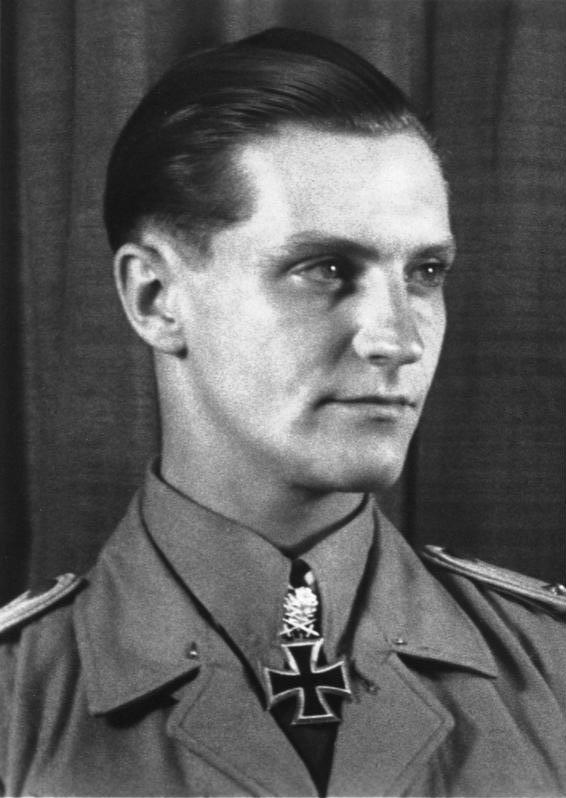
作品中でヨアヒム・ハンセンが演じるハンス・ヨアヒム・マルセイユ本人のポートレート

映画は第二次世界大戦勃発前夜、ヨアヒム・マルセイユがベルリンにある空軍の戦闘学校（Kriegsschule）に入校するところから始まる。マルセイユはそこで向こう見ずな飛行振りと規律無視の素行により教官からの評判は悪かった。友人で戦友のロベルト・フランケは厳しい罰則から何かとマルセイユを庇っていた。第二次世界大戦が勃発するとマルセイユの配属された飛行隊はフランスへ移動となり、バトル・オブ・ブリテンの期間中にフランケが英仏海峡で撃墜されしばらくの間行方不明になるとマルセイユは初めて戦争の残酷さに直面することとなった。しかし、戦友が無事帰還するとマルセイユは再び心配事無く飛行できる世界に戻った。バーでフランス人の老人とビリヤードのゲームを通して交わされた含蓄ある会話がマルセイユと仲間たちに短い期間ではあるが影響を与えた。その後間もなく部隊は北アフリカ戦線のドイツアフリカ軍団へ配備された。マルセイユはその卓越した飛行技術と才能により直ぐに最も成功した戦闘機パイロットとなった。
アフリカでの砂漠航空軍との間の戦闘が長引くに連れマルセイユは次々と戦友を失っていった。特に未熟なクライン伍長の最初の空戦での戦死と捜索救難担当将校のクルーセンベルクとの会話はマルセイユに自身の任務の実効性に対する疑念を抱かせた。100機撃墜後にマルセイユはベルリンへの帰還命令を受け、そこで柏葉剣付騎士鉄十字章 (ドイツ語: Ritterkreuz des Eisernen Kreuzes mit Eichenlaub und Schwertern)を授与された。出身校で催されたプロパガンダ行事後に数学教師のブリギッテと出会い、恋に落ちた。イタリア軍最高司令部から戦功金章 (イタリア語: Medaglia d'oro al Valore Militare)授与のために招待されるとマルセイユはブリギッテを呼び寄せ、2人はイタリアで何の懸念も無い幸せな数日間を過した。取り乱したブリギッテが亡命するように説得しようとするが、マルセイユは責任感から北アフリカの自分の飛行隊へと戻るのであった。
北アフリカでは激しい戦いが続いていた。エジプト上空での偵察任務の最中に乗機のエンジン故障に見舞われたマルセイユは、友軍が確保する空域まで戻ろうとしたが果たせず墜落する前に乗機から脱出した。しかしパラシュートは開傘せず、後に遺体は砂漠で発見された。ブリギッテは授業中にマルセイユ戦死の知らせを受け、崩れ落ちた。

## 史実への正確性
- 元第27戦闘航空団（ドイツ語版）の戦闘航空団司令でありマルセイユの上官であったエドゥアルト・ノイマンが映画撮影において技術指導に当たった[3]。
- 映画の中に登場するメッサーシュミット Bf109は、スペイン空軍の手により飛行可能な状態にされたライセンス生産のイスパノ HA 1112である。同型の機体は12年後の有名な映画『空軍大戦略』でも同じ役柄を担って登場した。

## 音楽
- ドイツの映画音楽作曲者であるハンス＝マルティン・マジェウスキー（de:Hans-Martin Majewski 1911-1997）が本作の音楽を手掛けた。彼の作曲によるメインテーマ曲は、戦争映画の音楽らしくないエチゾチックなビッグバンド曲で、日本では「アフリカの星のボレロ」のタイトルで知られ、サウンドトラックではエルヴィン・レーン(de:Erwin Lehn)のオーケストラが演奏した。日本ではこの曲のサウンドトラック盤が長年正式に移入されなかったことから、映画の編曲を日本の楽団でほぼコピーしたカバー盤がサウンドトラックと称して長く流布していた。
- 戦争映画の挿入曲には、しばしば戦争当時の軍歌やそれに類する勇壮な曲が用いられる傾向がある。だがこの映画が作られた1950年代中期の西ドイツはようやく連邦軍の再創設を実現したばかりで、ナチス・ドイツ時代への忌避感は非常に強く、映画制作にあたっても演出や脚本では「親ナチの反動的映画」とみなされかねない表現を極力注意深く避ける配慮が為されていた。それは音楽も同じであり、マジェウスキーはメインテーマには軍歌や勇壮なマーチの類をあえて避けて、抒情的なテーマ曲を用いることにした。生前のマルセイユが好んで聴いていたという｢Rumba del Sol｣というポピュラー曲を使うことも考えたが、著作権上の問題があり、自ら「アフリカの星のボレロ」を作曲したという。

## キャスト
- ヨアヒム・ハンセン：ハンス・ヨアヒム・マルセイユ
- マリアンネ・コッホ：ブリギッテ（Brigitte）
- ハンスイェルク・フェルミー：ロベルト・フランケ（Robert Franke）
- ホルスト・フランク：アルビン・ドロステ（Albin Droste）
- ピア・シュミット：アンスヴァルト・ゾマー（Answald Sommer）
- ロア・ハートリング（de:Lore Hartling）：マリアンネ・フランケ（Marianne Franke）
- カール・ランゲ：クルーセンベルク大尉（Hauptmann Krusenberg）
- ヴェルナー・ブルーンス（de:Werner Bruhns）：ヴェルナー・ヘイデンライヒ（Werner Heydenreich）
- アレクサンダー・ケルスト：ニーマイヤー少佐（Major Niemeyer）
- アルベルト・ハーン（de:Albert Hehn）：シュリーマン少佐（Major Schliemann）
- ヨハネス・グロスマン（Johannes Grossmann）：ヴァイス伍長（Unteroffizier Weiss）
- ギゼラ・フォン・コランデアス（Gisela von Collandeas）：マルセイユの母
- アルノ・ポールセン（Arno Paulsen）：マルセイユの父
- クリスチャン・ドーマー：クライン伍長（Unteroffizier Klein）
- ジークフリート・シュレンベルク：学校の校長
- エリッヒ・ポント（Erich Ponto）：フランス人のビリヤードプレーヤー
- ロベルト・ビアンコ：マティアス（Mathias）

## 参照
出典
1. ↑  Tate 2008, p. 206.
2. 1 2 3  Wübbe 2001, p. 387.
3. ↑  Marianne Koch (actor), Joachim Hansen (actor), Alfred Weidenmann (director) (13 August 1957). Der Stern von Afrika (DVD) (German).  該当時間: 1 minute. ASIN B00005NOWN. 2011年10月5日閲覧。

参考文献
- Tate, Robert (2008). Hans-Joachim Marseille: An Illustrated Tribute to the Luftwaffe's "Star of Africa" . Atglen, PA: Schiffer Publishing. ISBN 978-0-76432-940-1.
- Wübbe, Walter (2001). Hauptmann Hans Joachim Marseille Ein Jagdfliegerschicksal in Daten, Bildern und Dokumenten (in German). Schnellbach, Germany: Verlag Siegfried Bublies. ISBN 3-926584-78-5.